# Udviklingsbiologi
Udviklingsbiologi er studiet af den proces hvormed en organisme gror og udvikles. Moderne udviklingsbiologi studerer den genetiske kontrol over cellevækst, -differentiering og "-morfogenese", som er den proces, der giver anledning til væv, organer og anatomi.